# Pezoporikos Larnaka
Pezoporikos Omilos Larnacas (gr. Πεζοπορικός Όμιλος Λάρνακας) – cypryjski klub piłkarski z siedzibą w mieście Larnaka.
Czasami można spotkać się ze skróconą nazwą: POL (ΠΟΛ).

## Osiągnięcia
- Mistrz Cypru (2): 1954, 1988
- Wicemistrz Cypru (8): 1940, 1953, 1955, 1957, 1958, 1970, 1974, 1982
- Puchar Cypru: 1970
- Finał Pucharu Cypru (7): 1940, 1952, 1954, 1955, 1972, 1973, 1984

## Historia
Pezoporikos założony został w 1927 roku. W 1938 roku przystąpił do rozgrywek o mistrzostwo Cypru, będąc przez lata czołowym klubem na wyspie. Klub dwa razy zdobył mistrzostwo Cypru i raz Puchar Cypru. W 1994 roku Pezoporikos połączył się z EPA Larnaka tworząc nowy klub AEK Larnaka (Αθλητική Ένωση Κιτίου).

## Europejskie puchary
Legenda do wszystkich tabel:
- Q – runda eliminacyjna, 1/16, 1/8, 1/4, 1/2 – odpowiednia faza rozgrywek, Grupa – runda grupowa, 1r gr – pierwsza runda grupowa, 2r gr – druga runda grupowa, F – finał, R – runda, PO – play-off
- k. – rzuty karne, los. – losowanie, Dogr. – dogrywka, w. – zasada bramek strzelonych na wyjeździe

| Sezon   | Rozgrywki                 | Runda | Przeciwnik      | Dom | Wyjazd | Ogólnie |
| ------- | ------------------------- | ----- | --------------- | --- | ------ | ------- |
| 1970/71 | Puchar Zdobywców Pucharów | 1R    | Cardiff City    | 0–0 | 0–8    | 0–8     |
| 1972/73 | Puchar Zdobywców Pucharów | 1R    | Corc Hibernians | 1–2 | 1–4    | 2–6     |
| 1973/74 | Puchar Zdobywców Pucharów | 1R    | Malmö FF        | 0–0 | 0–11   | 0–11    |
| 1974/75 | Puchar UEFA               | 1R    | Dukla Praga     | w/o | w/o    | w/o     |
| 1978/79 | Puchar UEFA               | 1R    | Śląsk Wrocław   | 2–2 | 1–5    | 3–7     |
| 1980/81 | Puchar UEFA               | 1R    | VfB Stuttgart   | 1–4 | 0–6    | 1–10    |
| 1982/83 | Puchar UEFA               | 1R    | FC Zürich       | 2–2 | 0–1    | 2–3     |
| 1988/89 | Puchar Europy             | 1R    | IFK Göteborg    | 1–2 | 1–5    | 2–7     |